# Catequismo Wanradt-Koell

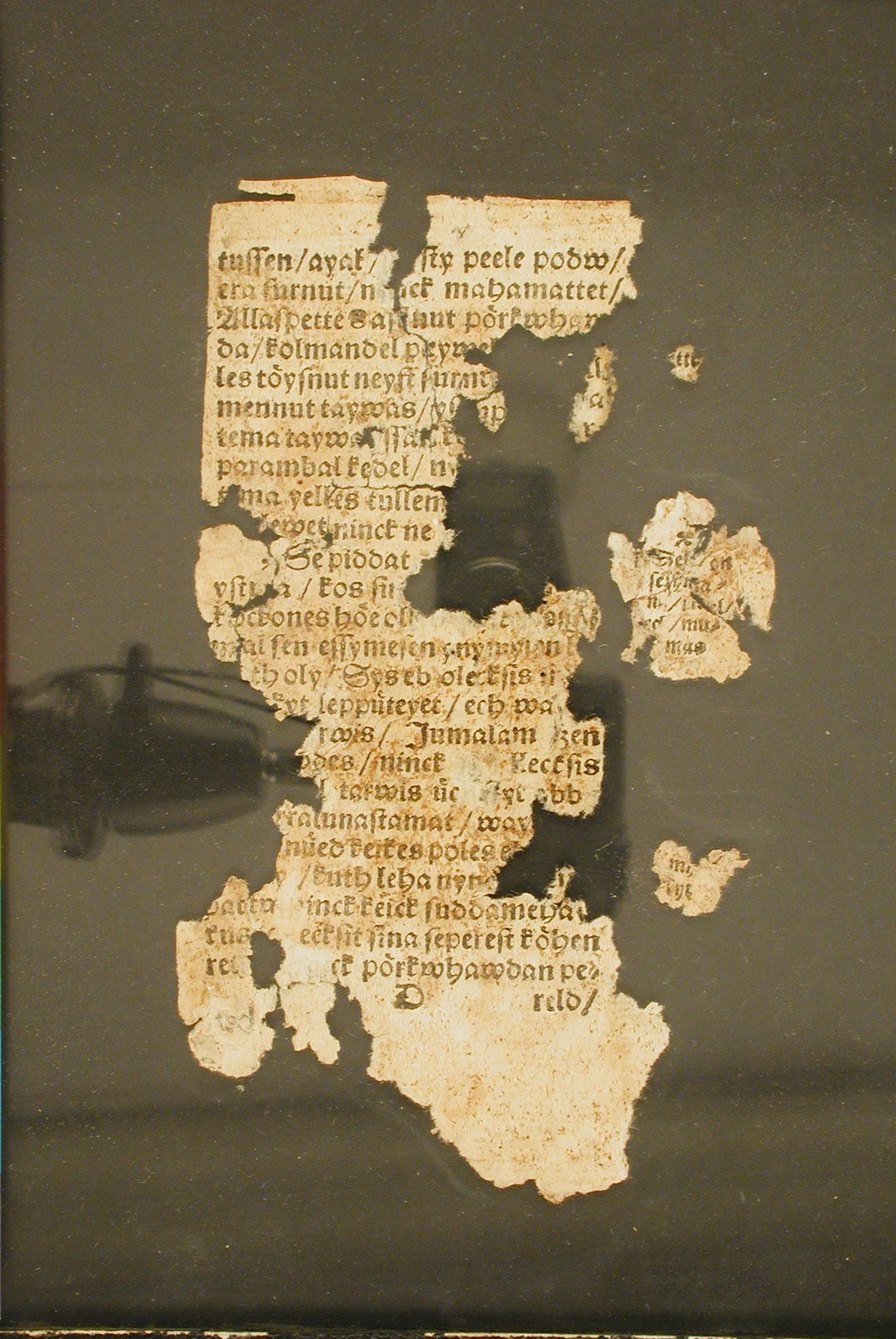
Fragmento do livro

O Catecismo Wanradt-Koell (em estoniano:  Wanradti ja Koelli katekismus) é um livro parcialmente preservado, considerado a fonte mais antiga da língua estoniana. O livro foi compilado pelos clérigos Simon Wanradt e Johann Koell. O livro foi publicado em 1535 em Wittenberg.
Os trechos do livro foram descobertos em 1929 pelo historiador Hellmuth Weiss.